# Сиги (река)
Сиги (суахили Sigi Mto) — река в области Танга, на северо-востоке Танзании длиной 100 км. Площадь водосборного бассейна — 1100 км².

## Течение
Берёт начало в заповеднике Амани, на восточных склонах горного массива Усамбара. Высота истока около 920 метров над уровнем моря. Протекает преимущественно на восток и впадает в залив Танга Индийского океана, в 40 км севернее одноимённого города.
В 1978 году была сдана в эксплуатацию дамба вблизи деревни Мабаяни. Водохранилище имеет длину около 3500 м и ширину в 400 м. Оно расположено в 20 км от Танги.

## Расход воды
| Средний расход воды (м³/с) реки Сиги по месяцам с 1957 по 1990 гг. (замеры производились на гидрологическом посту Lanconi Estate, 45 км от устья) |